# Sterechinus dentifer
Sterechinus dentifer is een zee-egel uit de familie Echinidae.
De wetenschappelijke naam van de soort werd in 1926 gepubliceerd door René Koehler.